# Grand Prix automobile d'Allemagne 1982
Résultats du Grand Prix d'Allemagne de Formule 1 1982 qui a eu lieu sur le circuit d'Hockenheim le 8 août 1982.

## Classement
| Pos. | No | Pilote             | Écurie          | Tours | Temps/Abandon                      | Grille | Points |
| ---- | -- | ------------------ | --------------- | ----- | ---------------------------------- | ------ | ------ |
| 1    | 27 | Patrick Tambay     | Ferrari         | 45    | 1 h 27 min 25 s 178 (209,929 km/h) | 5      | 9      |
| 2    | 16 | René Arnoux        | Renault         | 45    | + 16 s 379                         | 3      | 6      |
| 3    | 6  | Keke Rosberg       | Williams-Ford   | 44    | + 1 tour                           | 9      | 4      |
| 4    | 3  | Michele Alboreto   | Tyrrell-Ford    | 44    | + 1 tour                           | 7      | 3      |
| 5    | 23 | Bruno Giacomelli   | Alfa Romeo      | 44    | + 1 tour                           | 11     | 2      |
| 6    | 29 | Marc Surer         | Arrows-Ford     | 44    | + 1 tour                           | 26     | 1      |
| 7    | 4  | Brian Henton       | Tyrrell-Ford    | 44    | + 1 tour                           | 17     |        |
| 8    | 14 | Roberto Guerrero   | Ensign-Ford     | 44    | + 1 tour                           | 21     |        |
| 9    | 12 | Nigel Mansell      | Lotus-Ford      | 43    | + 2 tours                          | 18     |        |
| 10   | 35 | Derek Warwick      | Toleman-Hart    | 43    | + 2 tours                          | 14     |        |
| 11   | 20 | Chico Serra        | Fittipaldi-Ford | 43    | + 2 tours                          | 25     |        |
| Abd. | 7  | John Watson        | McLaren-Ford    | 36    | Accident                           | 10     |        |
| Abd. | 26 | Jacques Laffite    | Ligier-Matra    | 36    | Châssis                            | 15     |        |
| Abd. | 5  | Derek Daly         | Williams-Ford   | 25    | Moteur                             | 19     |        |
| Abd. | 18 | Raul Boesel        | March-Ford      | 22    | Crevaison                          | 24     |        |
| Abd. | 11 | Elio De Angelis    | Lotus-Ford      | 21    | Problème physique                  | 13     |        |
| Abd. | 1  | Nelson Piquet      | Brabham-BMW     | 18    | Collision                          | 4      |        |
| Abd. | 10 | Eliseo Salazar     | ATS-Ford        | 17    | Collision                          | 22     |        |
| Abd. | 15 | Alain Prost        | Renault         | 14    | Injection                          | 2      |        |
| Abd. | 2  | Riccardo Patrese   | Brabham-BMW     | 13    | Moteur                             | 6      |        |
| Abd. | 22 | Andrea De Cesaris  | Alfa Romeo      | 9     | Boîte de vitesses                  | 8      |        |
| Abd. | 25 | Eddie Cheever      | Ligier-Matra    | 8     | Châssis                            | 12     |        |
| Abd. | 30 | Mauro Baldi        | Arrows-Ford     | 6     | Allumage                           | 23     |        |
| Abd. | 31 | Jean-Pierre Jarier | Osella-Ford     | 3     | Direction                          | 20     |        |
| Abd. | 9  | Manfred Winkelhock | ATS-Ford        | 3     | Embrayage                          | 16     |        |
| Np.  | 28 | Didier Pironi      | Ferrari         |       | Accident aux essais                | 1      |        |
| Np.  | 8  | Niki Lauda         | McLaren-Ford    |       | Accident aux essais                |        |        |
| Nq.  | 33 | Tommy Byrne        | Theodore-Ford   |       | Non qualifié                       |        |        |
| Nq.  | 17 | Rupert Keegan      | March-Ford      |       | Non qualifié                       |        |        |
| Nq.  | 36 | Teo Fabi           | Toleman-Hart    |       | Non qualifié                       |        |        |

## Pole position et record du tour
- Pole position : Didier Pironi en 1 min 47 s 947 (vitesse moyenne : 226,678 km/h).
- Meilleur tour en course : Nelson Piquet en 1 min 54 s 035 au 7e tour (vitesse moyenne : 214,576 km/h).

## Tours en tête
- René Arnoux : 1 (1)
- Nelson Piquet : 17 (2-18)
- Patrick Tambay : 27 (19-45)

## À noter
- 1re victoire pour Patrick Tambay.
- 87e victoire pour Ferrari en tant que constructeur.
- 87e victoire pour Ferrari en tant que motoriste.
- Dernier Grand Prix pour Didier Pironi qui se blesse gravement pendant les essais en percutant Alain Prost sous une pluie battante. Il évite de justesse l'amputation des jambes mais doit renoncer à sa carrière de pilote automobile.
- Alors leader de la course, Nelson Piquet est accroché par le pilote chilien Eliseo Salazar à qui il prenait un tour : les deux pilotes sont contraints à l'abandon. Piquet, fou de rage, insulte et assène un coup de poing à Salazar (encore casqué) devant les caméras de télévision.